# David Auburn
 (novembre 2022).
Si vous disposez d'ouvrages ou d'articles de référence ou si vous connaissez des sites web de qualité traitant du thème abordé ici, merci de compléter l'article en donnant les références utiles à sa vérifiabilité et en les liant à la section « Notes et références ».
Pour les articles homonymes, voir Auburn.
David Auburn, né le 30 novembre 1969 à Chicago, est un dramaturge, scénariste et réalisateur américain.

## Biographie
Né à Chicago, il grandit dans l'Ohio et l'Arkansas. Il fait ses études supérieures à l'université de Chicago, où il obtient un diplôme en littérature. Il s'inscrit ensuite au programme d'écriture dramatique de la Julliard School à New York.
Après diverses pièces en un acte, il signe une première grande pièce, intitulée Skyscraper (1997), qui est montée avec succès sur une scène du Off-Broadway. Entre-temps, une courte pièce, intitulée What Do You Believe about the Future?, est publiée dans les pages du Harper's Magazine.
David Auburn est surtout connu pour sa pièce La Preuve (Proof) (2000), montée sur Broadway, qui remporte en 2001 le Tony Award de la meilleure pièce et le Prix Pulitzer de la meilleure œuvre théâtrale. En collaboration avec Rebecca Miller, fille d'Arthur Miller et épouse de Daniel Day-Lewis, le dramaturge adapte cette œuvre en 2005 pour le film Proof, réalisé par John Madden.
Après avoir signé en 2006 le scénario du film Entre deux rives (The Lake House), réalisé par Alejandro Agresti, il écrit et réalise en 2007 le film The Girl in the Park', qui met en vedette Sigourney Weaver.
Il revient au théâtre en 2012 avec la pièce The Columnist, montée sur Broadway et mettant en vedette John Lithgow, puis, en 2014, avec la pièce Lost Lake, montée Off-Broadway, avec John Hawkes et Tracie Thoms.

## Œuvres

### Pièces de théâtre
- Fifth Planet (1995)
- What Do You Believe About The Future? (1996)
- Miss You (1997)
- Skyscraper (1997)
- Are You Ready? (1998)
- Damage Control (1998)
- Three Monologues (1998)
- We Had A Very Good Time (1998)
- La Preuve (Proof) (2000)
- The Journals of Mihail Sebastian (2004)
- Tick, Tick... Boom! (comme consultant)
- An Upset (2008)
- Amateurs (2010)
- New York Idea (2011)
- The Columnist (2012)
- Lost Lake (2014)

### Scénarios
- Proof (2005)
- Entre deux rives (The Lake House) (2006)
- The Girl in the Park (2007)
- Charlie's Angels (2019)

## Récompenses et distinctions
- 2001 : Tony Award de la meilleure pièce et Prix Pulitzer de la meilleure œuvre théâtrale pour Proof.